# کادیشا بیوکانان
کادیشا بیوکانان (انگلیسی: Kadeisha Buchanan؛ زادهٔ ۵ نوامبر ۱۹۹۵) بازیکن فوتبال اهل کانادا است.
از باشگاه‌هایی که در آن بازی کرده‌است می‌توان به باشگاه فوتبال المپیک لیون اشاره کرد.
او همچنین در تیم‌های ملی فوتبال Canada U-17 و Canada U-20 و Canada U-23 و زنان کانادا بازی کرده‌است.
بیوکانان در مسابقات کشوری و بین‌المللی در مجموع برندهٔ ۱ مدال برنز شده‌است.